# Nonnewitz
Nonnewitz ist ein Ortsteil der Stadt Zeitz im Burgenlandkreis in Sachsen-Anhalt (Deutschland).

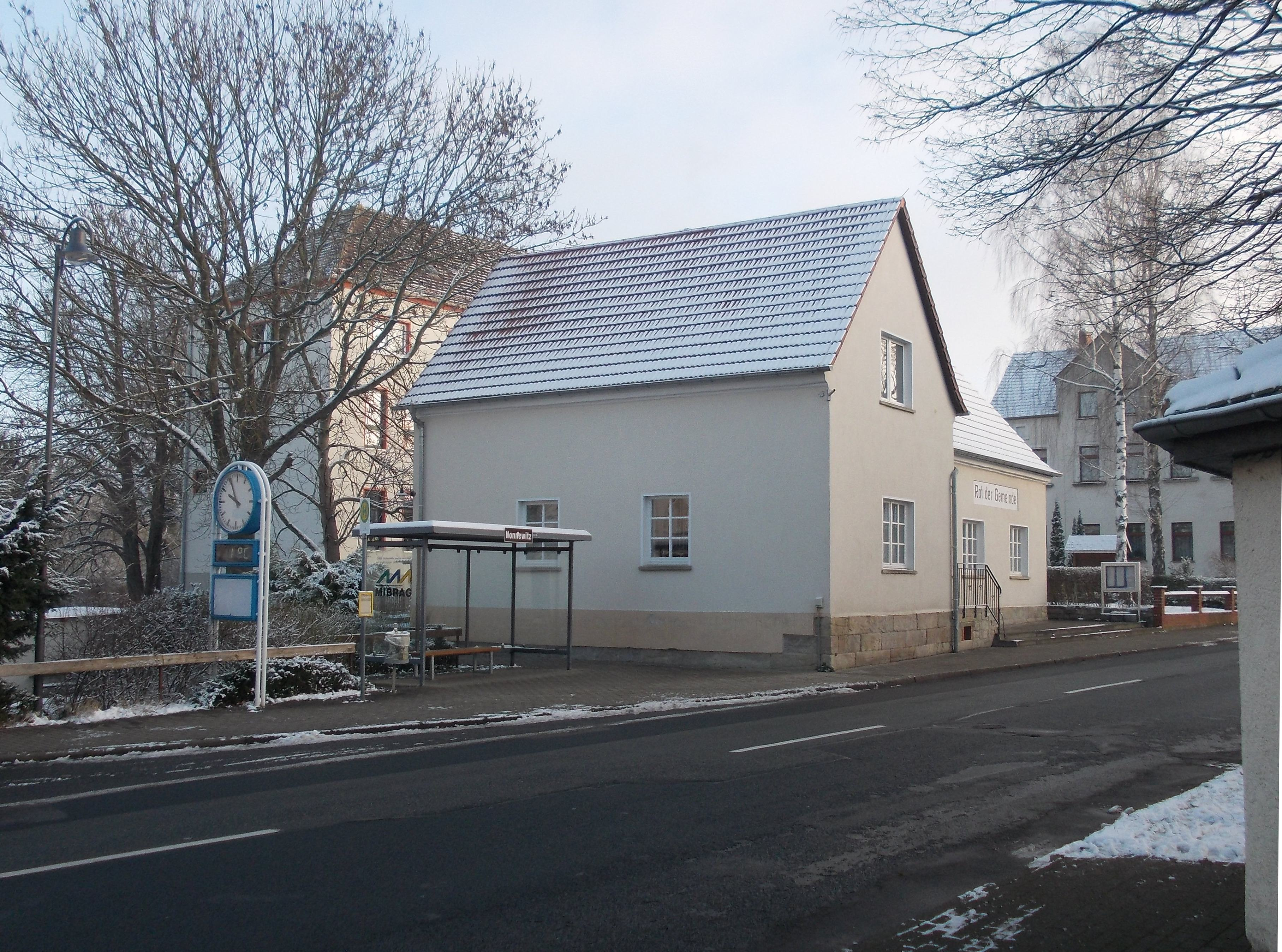
Ehemaliges Gemeindeamt

## Geografie
Nonnewitz liegt etwa fünf Kilometer nördlich der Zeitzer Kernstadt am Maibach.
Als Ortsteil der ehemaligen Gemeinde war Unterschwöditz ausgewiesen.

## Geschichte
Bröditz wurde erstmals am 1. August 976 urkundlich als Villa Brodici erwähnt, die von Kaiser Otto II. dem Bistum Zeitz geschenkt wurde. Nonnewitz entstand 1928 aus der Zusammenlegung der drei Dörfer Bröditz, Nonnewitz und Nixditz.
Bei Nonnewitz befindet sich die Grabstätte der Gefallenen der Flakstellung vom 13. April 1945.
Zusammen mit Döbris, Geußnitz, Kayna und Würchwitz wurde Nonnewitz am 1. Juli 2009 in die Stadt Zeitz eingemeindet. Der letzte Bürgermeister der Gemeinde Nonnewitz war Ralf Schenk. Er wurde am 17. Februar 2008 gewählt.

## Wirtschaft und Infrastruktur

### Verkehr
Durch den Neubau der Ortsumgehung Theißen führt die Bundesstraße 91, die Weißenfels mit Zeitz verbindet, nunmehr unmittelbar am westlichen Ortseingang vorbei. Vom Bahnhof Theißen, der etwa zwei Kilometer entfernt ist, fahren Züge in die Richtungen Zeitz/Leipzig und Weißenfels/Halle.